# Reformierte Kirche Giarsun

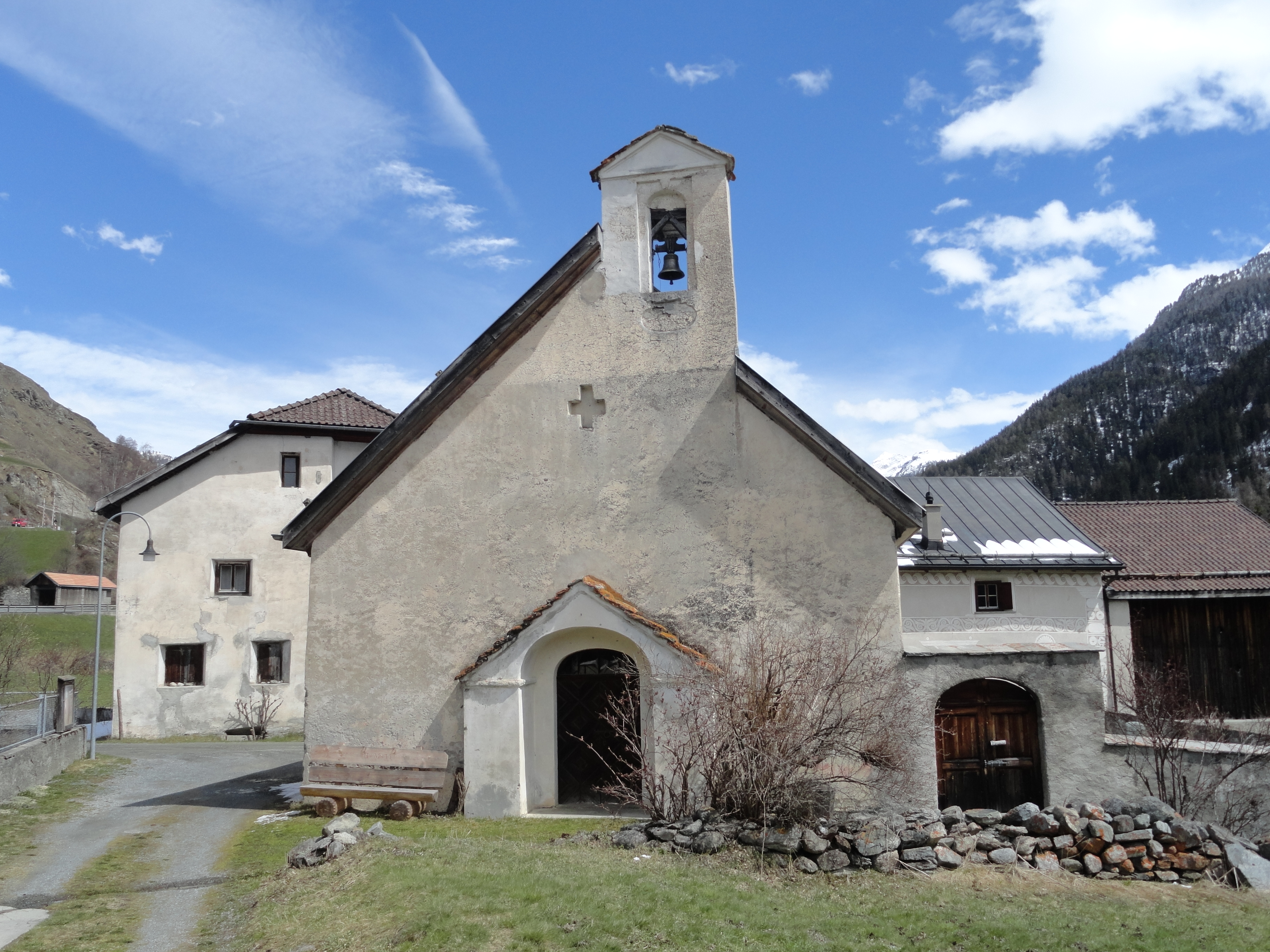
Aussenansicht

Die Reformierte Kirche in Giarsun im Unterengadin im Kanton Graubünden ist ein denkmalgeschütztes evangelisch-reformiertes Gotteshaus. 

## Geschichte und Ausstattung

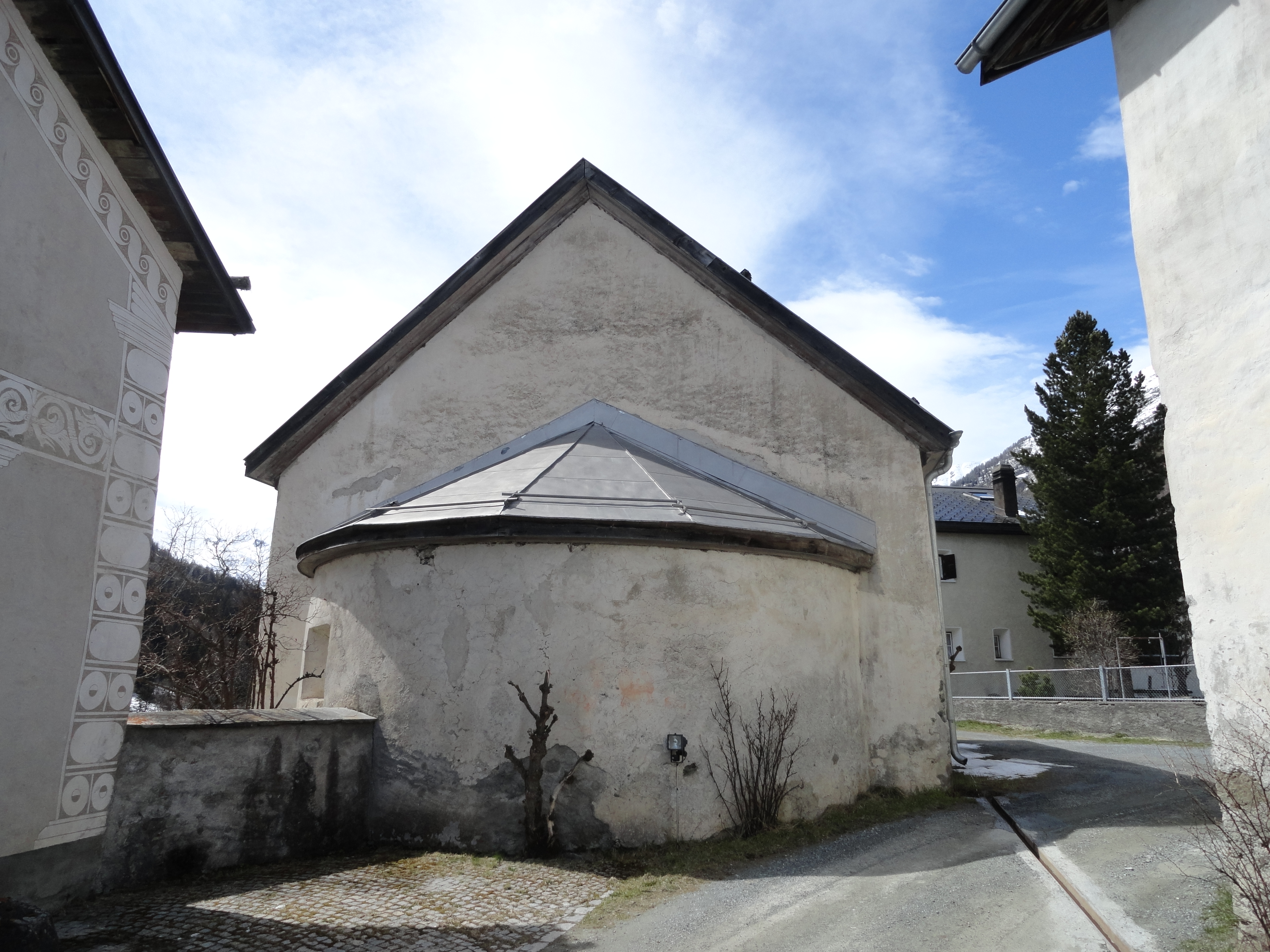
Rückseite

Schriftliche Unterlagen über den Bau liegen nicht vor. Baumerkmale weisen auf eine Erbauung im frühen 13. Jahrhundert hin. Die Kirche ist als Saalkirche ein mittelalterlicher Bau in geschlossen romanischem Stil. Die halbrunde Apsis weist noch Bausubstanz von Anfang des 13. Jahrhunderts auf. 
Vermutlich in der zweiten Hälfte des 17. Jahrhunderts wurde das Dach erhöht, das frühere Dach war niedriger und flacher. Gleichzeitig wurde der heutige Glockenstuhl errichtet. Die Glocke wurde 1676 von Gabriel Felix gegossen.
1922 wurde die Kirche umfassend renoviert, wobei vieles von der ursprünglichen Bausubstanz verloren ging. Die Holzschindeln des Daches wurden durch Blech ersetzt, die Eingangspartie wurde umgestaltet und im Innern der Boden im Chor um rund 20 Zentimeter erhöht. Aus der gleichen Zeit stammen die Holzleistendecke in Form eines Trapezes und die Malereien: eine Personengruppe an der linken Seitenwand, Blumenranken und die Engelsfiguren links und rechts an der Chorwand sowie die Bemalung der Apsis. Maler war der Architekt Iachen Ulrich Könz (1899–1980) aus Guarda, der die Arbeiten leitete.
Links der Apsis steht die Kanzel. Der Tauftisch dient nach Bündner reformierter Tradition zugleich als Abendmahlstisch.

## Kirchliche Organisation
Giarsun gehört zur Kirchgemeinde Ardez/Ftan/Guarda innerhalb der Evangelisch-reformierten Landeskirche Graubünden.

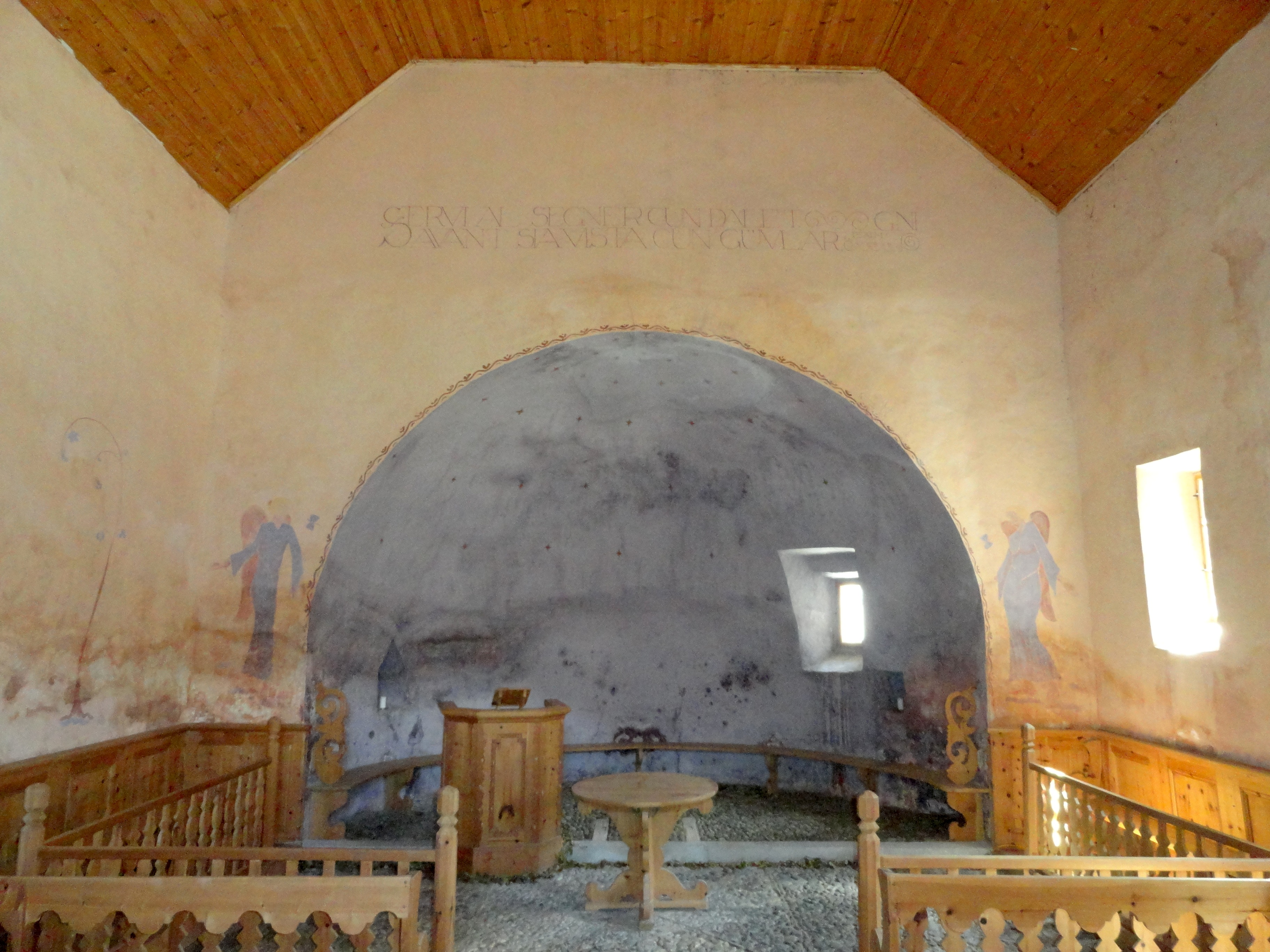
Innenansicht
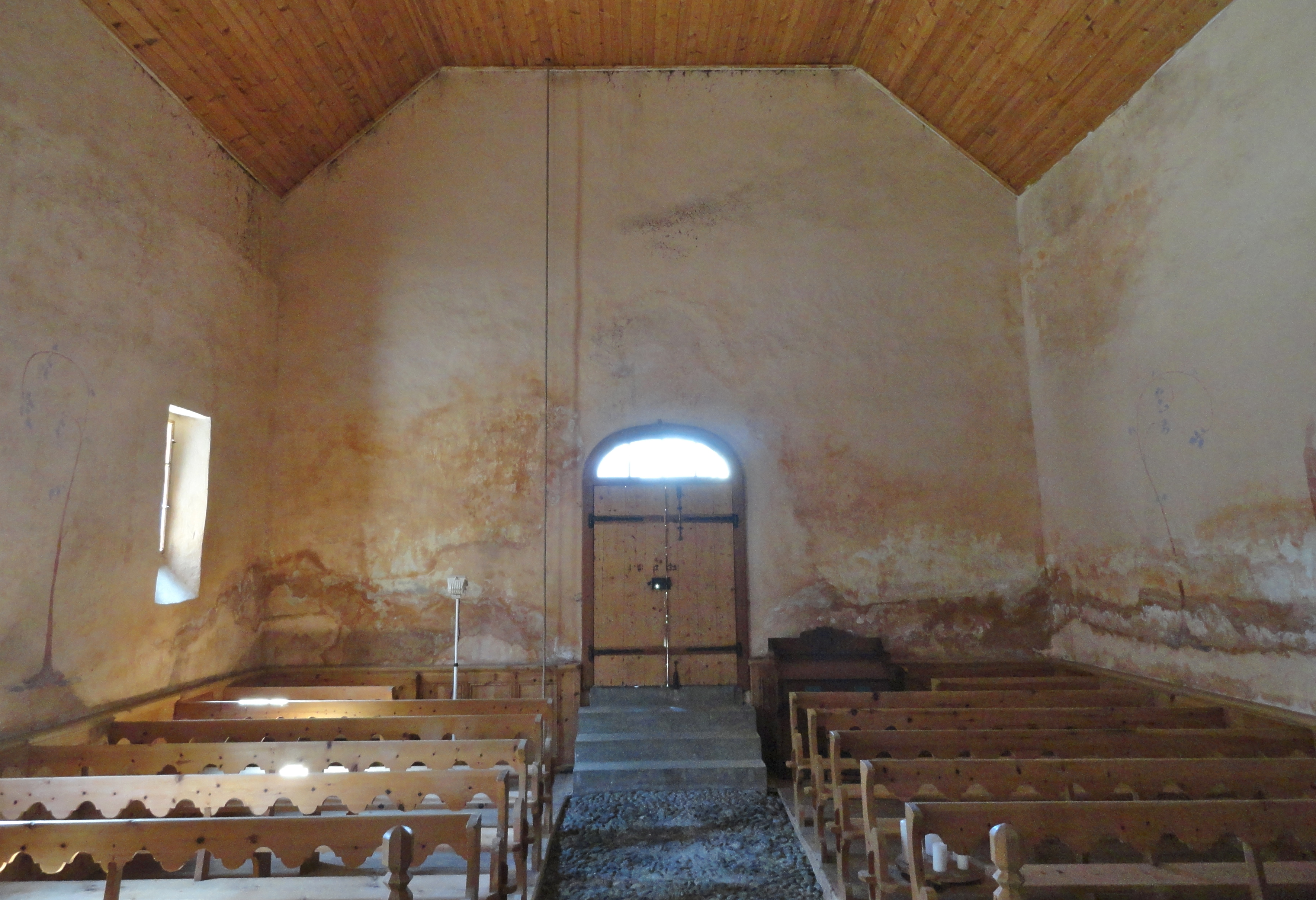
Blick zum Eingang
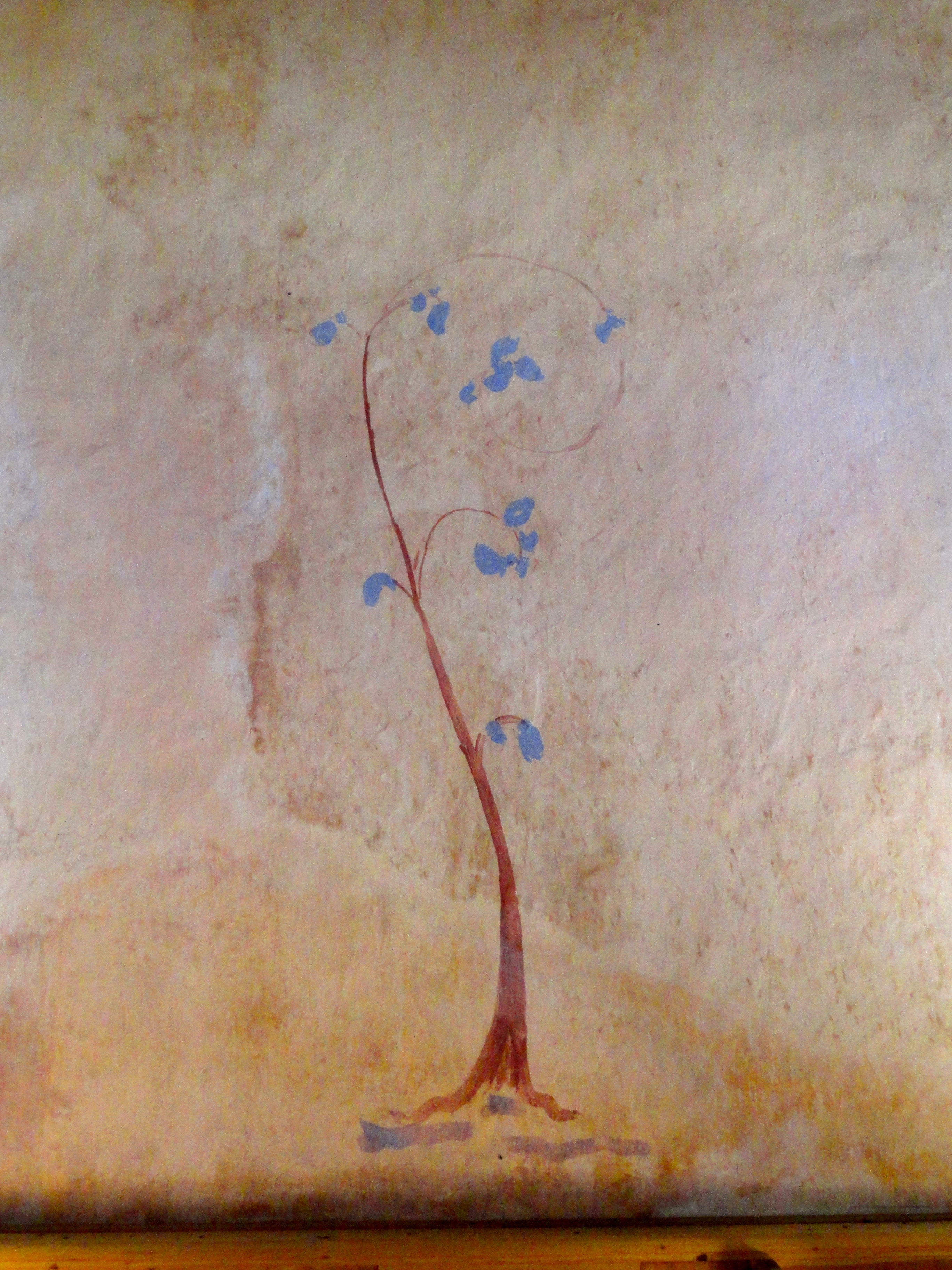
Blumenornament
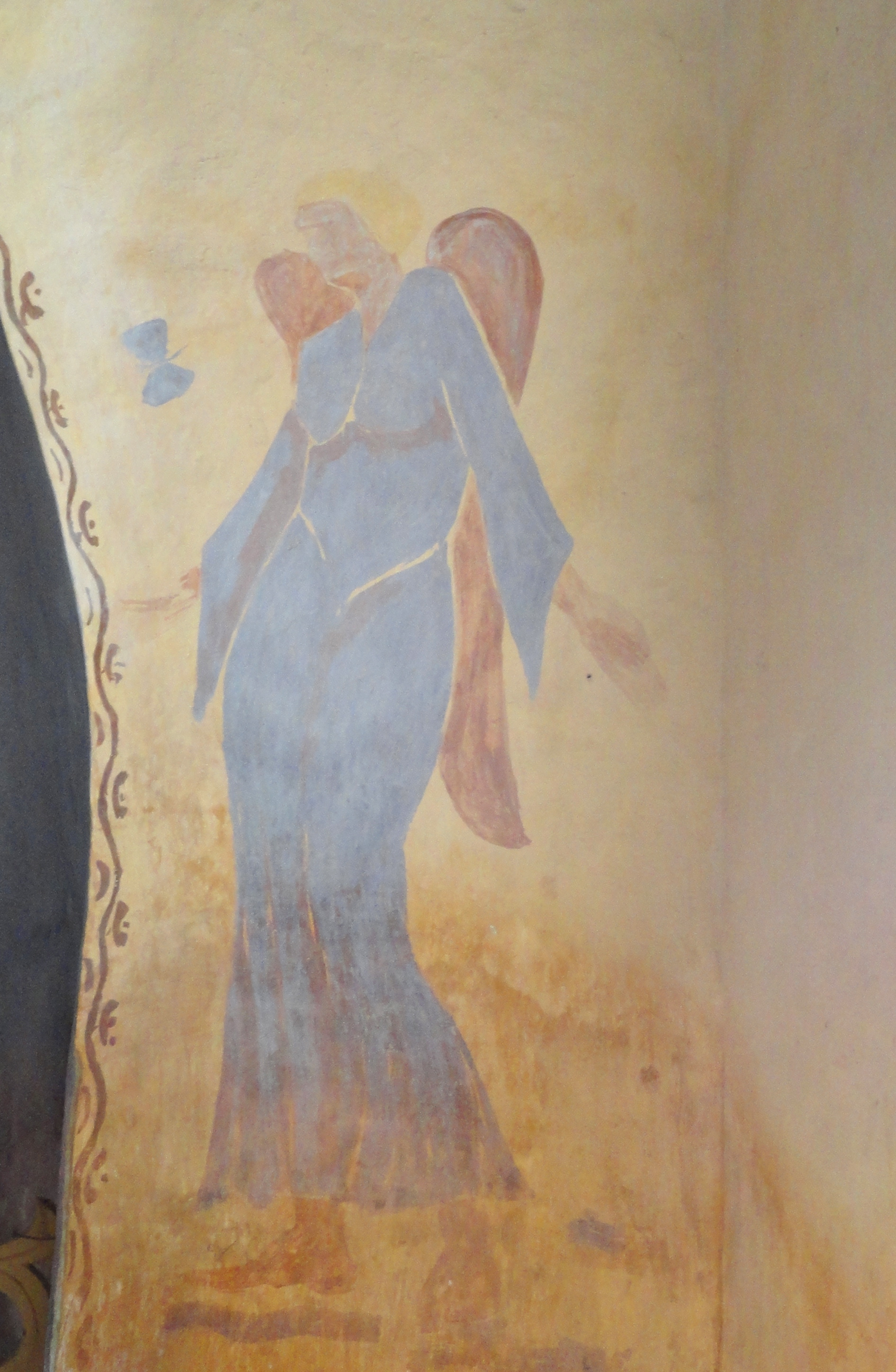
Engelfigur von 1922
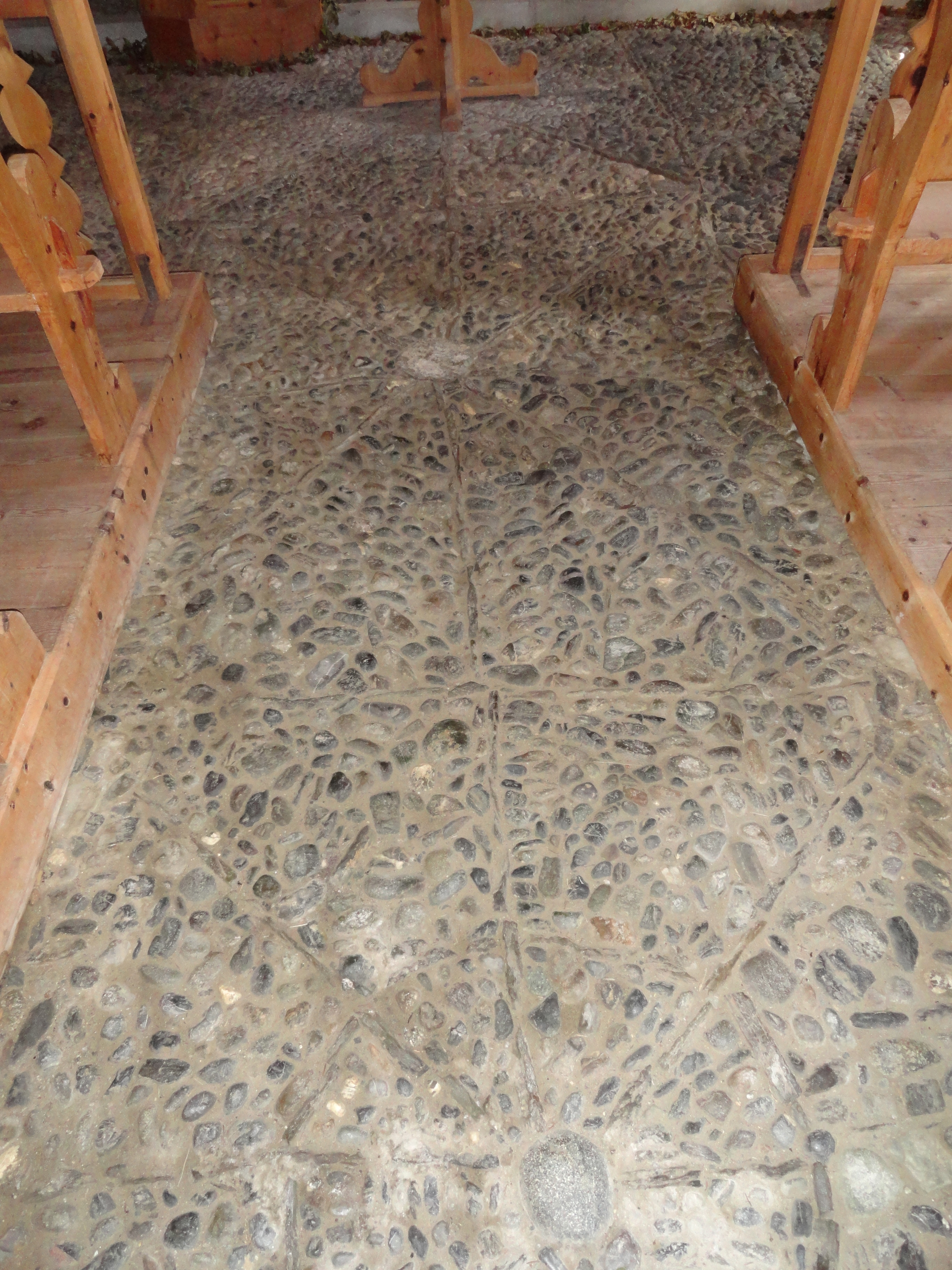
Boden aus Kieseln